# Xousse
Xousse é uma comuna francesa na região administrativa de Grande Leste, no departamento de Meurthe-et-Moselle. Estende-se por uma área de 6,13 km². Em 2010 a comuna tinha 129 habitantes (densidade: 21 hab./km²).